# Neohydrotaea
Neohydrotaea is een geslacht van insecten uit de familie van de echte vliegen (Muscidae), die tot de orde tweevleugeligen (Diptera) behoort.

## Soort
- N. hirtipes Malloch, 1924